# Nationale Sluitingsprijs
Nationale Sluitingsprijs er et belgisk endagsløb i landevejscykling som arrangeres hvert år i oktober. Løbet er blevet arrangeret siden 1929. Løbet var indtil 2017 klassificeret med 1.1 af UCI og var en del af UCI Europe Tour. 

## Vindere
| - 2023 Coen Vermeltfoort - 2022 Arne Marit - 2020-2021 Ikke arrangeret - 2019 Piotr Havik - 2018 Taco van der Hoorn - 2017 Arvid de Kleijn - 2016 Roy Jans - 2015 Nacer Bouhanni - 2014 Jens Debusschere - 2013 Jens Debusschere - 2012 Wim Stroetinga - 2011 Jauhen Hutarovitj - 2010 Adam Blythe - 2009 Denis Flahaut - 2008 Hans Dekkers - 2007 Floris Goesinnen - 2006 Gorik Gardeyn - 2005 Gert Steegmans - 2004 Max van Heeswijk - 2003 Nick Nuyens - 2002 Geert Omloop - 2001 Wesley Van Speybroeck - 2000 Steven De Jongh - 1999 Dave Bruylandts - 1998 Wilfried Peeters - 1997 John Talen - 1996 Peter Spaenhoven - 1995 Tom Steels - 1994 Maarten den Bakker - 1993 Wim Omloop | - 1992 Paul Haghedooren - 1991 Herman Frison - 1990 Ludo Giesberts - 1989 Benjamin Van Itterbeeck - 1988 Jerry Cooman - 1987 Adrie van der Poel - 1986 Adrie van der Poel - 1985 Dirk Heirweg - 1984 Dirk Heirweg - 1983 Adrie van der Poel - 1982 Luc Colijn - 1981 Jan Bogaert - 1980 Patrick Lerno - 1979 Frans van Looy - 1978 Jos Jacobs - 1977 Frans van Looy - 1976 Herman Van Springel - 1975 Johan van Katwijk - 1974 Frans van Looy - 1973 Gustaaf Van Roosbroeck - 1972 Gustaaf Van Roosbroeck - 1971 Roger Swerts - 1970 Daniel Vanryckeghem - 1969 René Pijnen - 1968 Frans Brands - 1967 Eddy Merckx - 1966 Henk Nijdam - 1965 Frans Brands - 1964 Gustaaf Desmet - 1963 Gustaaf Desmet - 1962 Ludo Janssens | - 1961 Piet Rentmeester - 1960 Emile Daems - 1959 Joseph Planckaert - 1958 Karel De Baere - 1957 Roger Decock - 1956 Roger Verplaetse - 1955 Karel De Baere - 1954 Jean Bogaerts - 1953 Jozef Schils - 1952 René Janssens - 1951 René Janssens - 1950 Arthur Mommerency - 1949 André Declerck - 1948 Léon Daenekynt - 1947 Albrecht Ramon - 1946 Victor Jacobs - 1945 Theo Middelkamp - 1944 Ikke arrangeret - 1943 Frans Hotag - 1939-1942 Ikke arrangeret - 1938 Albert Gijsen - 1937 Karel Kaers - 1936 Frans Dictus - 1935 Gustave Reyns - 1934 Jozef Horemans - 1933 Leo De Rijck - 1932 Leo De Rijck - 1931 Godfried De Vocht - 1930 Georges Ronsse - 1929 Alexander Maes |